# Tarpey Village (Kalifornija)
Tarpey Village je naseljeno područje za statističke svrhe u američkoj saveznoj državi Kalifornija. Prema popisu stanovništva iz 2010. u njemu je živjelo 3.888 stanovnika.